# Poiana Stampei (gmina)
Poiana Stampei – gmina w Rumunii, w okręgu Suczawa. Obejmuje miejscowości Căsoi, Dornișoara, Pilugani, Poiana Stampei, Prăleni, Tătaru i Teșna. W 2011 roku liczyła 2077 mieszkańców.